# Megyesi Gusztáv

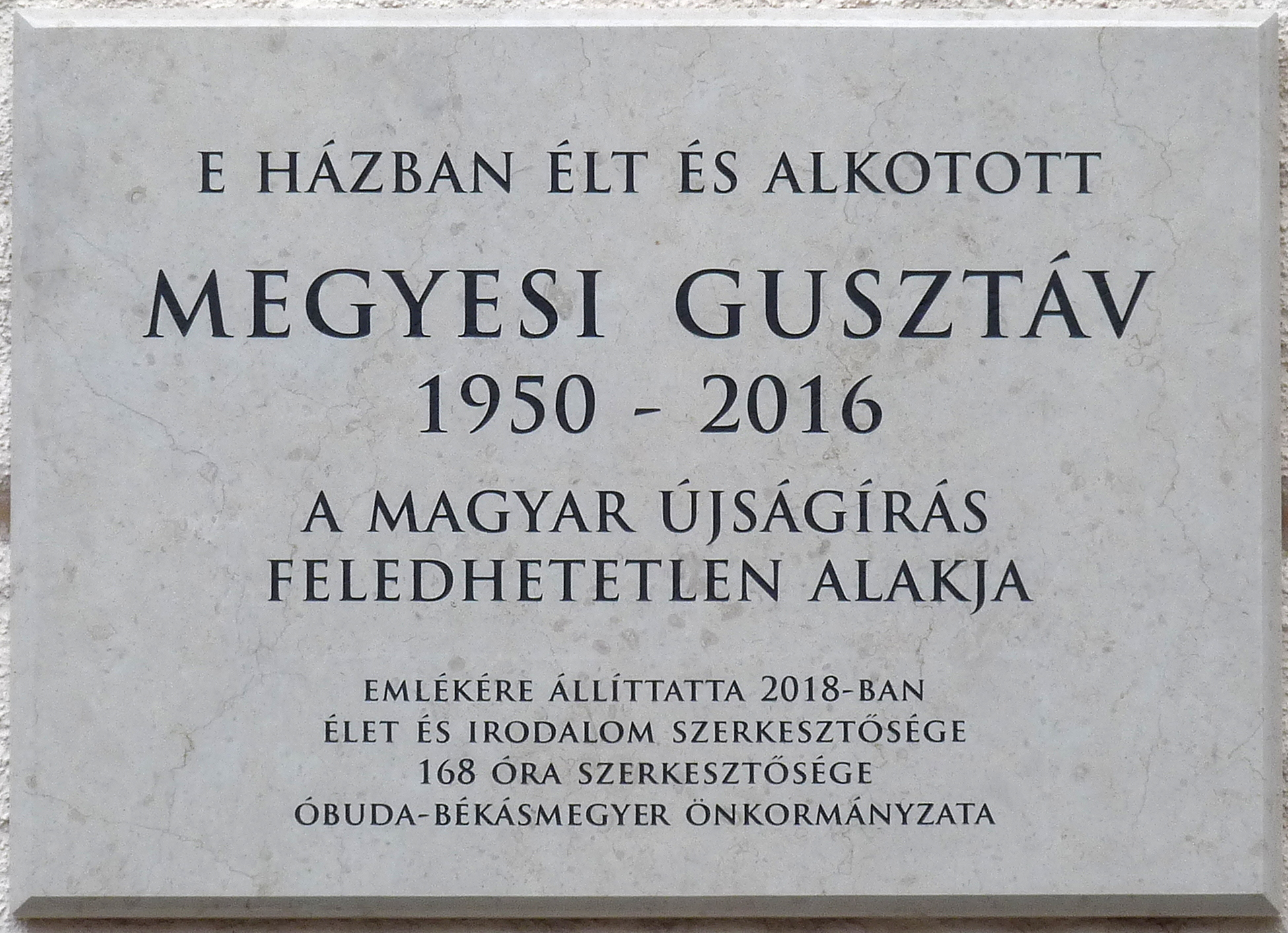
Emléktáblája egykori lakhelyén.
(Budapest III. ker. Fő tér 2.)

Megyesi Gusztáv (Budapest, 1950. november 27. – Budapest, 2016. december 17.) magyar újságíró.

## Életpályája
Meggyesi Ágoston és Kollár Magdolna fiaként született. 1970–1976 között mosodai alkalmazott, 1974–1979 között a Marx Károly Közgazdaságtudományi Egyetem hallgatója, 1976–1979 között a Fényszóró című üzemi lap munkatársa volt. 1979–1981 között a Magyar Távirati Iroda tudósítójaként dolgozott. 1981–1985 között a Magyar Ifjúság újságírója volt. 1985 óta az Élet és Irodalom munkatársa, főmunkatársa, rovatvezetője, 1992–1993-ban főszerkesztője, 1993 óta szerkesztője. 1989 óta a Hócipő főmunkatársa és a Holmi szerkesztő-bizottsági tagja volt.
Az Élet és Irodalom hetilap mellett rendszeresen jelentek meg írásai – többek között – a Magyar Hírlapban és a Népszabadságban. Hosszú évekig a rádiókabaré szerzője, előadója is volt. A Hócipő szatirikus kéthetilapnak alapítása óta vezető szerzője volt.

## Művei
- A rakodók mindenkit csókoltatnak; Kozmosz Könyvek, Budapest, 1986
- A kőtörő ember. Publicisztikai írások, 1986-1988; előszó Esterházy Péter; Új Géniusz, Budapest, 1989
- Nem tudtok egy jó halbiológust? 1989-1992; Mécs László Lap- és Könyvkiadó, Budapest, 1993
- Mekkora egy törpe? Publicisztikák, 1989-1997; Filum, Budapest, 1997
- Első oldal I.-V. (Kovács Zoltánnal és Váncsa Istvánnal, 1997-2001, 2005-2009, 2009-2013)
- Kovács Zoltán–Megyesi Gusztáv: A nyolcvanas évek. Irodalmi riportok; előszó Keresztury Tibor; Irodalom, Budapest, 2002
- Budapest. Egy nagyváros apróságai. Dozvald János fotói; szöveg Megyesi Gusztáv, szerk. Futó Tamás; Well-PRess, Miskolc, 2005
- Roló alatt. Publicisztikák; Magvető, Budapest, 2016

## Díjai, elismerései
- Móricz Zsigmond-ösztöndíj (1984)
- Opus-díj (1989)
- A Művészeti Alap Irodalmi Díja (1990)
- Déry Tibor-jutalom (1990)
- Táncsics Mihály-díj (1990)
- Bölöni-díj (1990)
- Joseph Pulitzer-emlékdíj (1991)
- a Szabad Sajtó Alapítvány díja (1995)
- Magyar Sajtópáholy tagja (1995)
- Bonbon-díj (1998, 1999, 2003, 2004)
- Karinthy-gyűrű (2001)
- Bossányi Katalin-díj (2005)
- Marton Frigyes-emlékdíj (2006)
- Déri János-díj (2013)